# Anurophorus szeptyckii
Anurophorus szeptyckii är en urinsektsart som beskrevs av Potapov 1997. Anurophorus szeptyckii ingår i släktet Anurophorus och familjen Isotomidae. Inga underarter finns listade i Catalogue of Life.